# Batalla de Naulila
La batalla de Naulila es va lliurar el 18 de desembre de 1914 en Naulila (Àfrica Occidental Portuguesa), durant la Primera Guerra Mundial, entre forces portugueses i alemanyes.

## Antecedents
Iniciada a l'agost de 1914, la Primera Guerra Mundial no va perdonar el sud d'Àfrica.
Sud-àfrica, Rhodèsia (actualment Zimbabwe) i Betxuanalàndia (Botswana), sota el domini britànic, van mobilitzar les seves forces contra la colònia alemanya d'Àfrica Sud-occidental Alemanya (actualment Namíbia).
La posició alemanya era precària: només tenien 4.000 - 5.000 soldats per a oposar-se a més de 60.000, pràcticament estaven envoltats per territori enemic i les seves costes estaven subjectes a un bloqueig marítim. Malgrat això, tenien dos avantatges: en primer lloc la insurgència Bòer que es preparava contra Anglaterra i en segon lloc, la seva frontera nord amb Angola, llavors colònia de Portugal. De fet, la neutralitat del país (que va entrar oficialment a la guerra el 9 de març de 1916) garantia la tranquil·litat de la frontera i l'obertura de l'Àfrica Sud-occidental. Però aquesta situació no va perdurar.

### El deteriorament de les relacions entre Alemanya i Portugal
Encara que els alemanys no tenien interès de lluitar contra Portugal, els primers incidents van ocórrer molt ràpidament. Així, del 25 d'agost de 1914, els soldats alemanys de l'Àfrica Oriental Alemanya (actualment Tanzània) van atacar el lloc fronterer de Maziua (Moçambic) una altra colònia portuguesa, matant al cap de la guarnició i cremant les barraques properes.
A principis d'agost, les autoritats de Lisboa van considerar l'enfortiment de la seva presència militar a l'Àfrica i van accelerar els preparatius; l'11 de setembre, dues forces expedicionàries deixen Portugal, una per a dirigir-se a Àfrica Oriental Portuguesa (actualment Moçambic) i l'altra cap a Àfrica Occidental Portuguesa (Angola).
Els reforços destinats a Àfrica Occidental Portugesa van desembarcar al sud del país l'1 d'octubre, a Moçamedes, i es componia d'un batalló d'infanteria, un escamot de metralladores, una bateria d'artilleria i un esquadró de cavalleria, un total de 1.564 homes, al comandament d'un veterà de les guerres colonials a Angola, el tinent coronel Alves Roçadas, guanyador dels formidables ovambos en la batalla de Mufilo, el 1907. Aquestes tropes es van dirigir cap a Lubango, on es van unir amb les unitats locals.

### L'incident de Naulila i la massacre de Cuangar
Mentrestant, les hostilitats van començar entre els alemanys i l'exèrcit de Sud-àfrica, que es van unir a la revolta bòer, i les primeres penúries van començar a sorgir al sud-oest d'Àfrica.
Per a remeiar això, el Bezirksamtmann (Comissari de Districte) d'Outjo, Schultze-Iena, decideix buscar subministraments a Angola i creua il·legalment la frontera amb una petita escorta. El 19 d'octubre, una patrulla portuguesa comandada per l'alferes Serrano els intercepta i els obliga a acompanyar-lo a Naulila. Per raons que actualment romanen obscures, es va iniciar un intercanvi de trets i tres alemanys, entre ells el comissari, van morir. Aquest va ser el casus belli.
En represàlia, els alemanys, sota el comandament d'Oswald Ottermann, van atacar el fort de Cuangar el 30 d'octubre, matant a 21 militars portuguesos i africans i a un civil; al novembre van atacar els forts de Bunya, Shambyu i Dirico, mentre que al mateix temps, el major Erik Franke, comandant de les forces alemanyes del sud-oest d'Àfrica, va penetrar a Angola al capdavant de 650 homes.

## Batalla
Roçadas Alves i les seves tropes van anar al seu encontre i, el 18 de desembre, els dos exèrcits van coincidir a Naulila. Això va ser un desastre per als portuguesos. Mal organitzades i mal entrenades, les unitats lusitanes, que eren quatre vegades més nombroses, van ser delmades per la precisió del foc enemic durant les quatre hores de lluita. Roçadas no només va ser incapaç de frenar el desastre sinó que va abandonar tota la regió i es va retirar a 70 km convençut que els alemanys els perseguirien, mentre que els guanyadors van tornar a la frontera l'endemà de la batalla.
Els portuguesos admeten haver perdut 69 morts en el xoc, a més de 76 ferits i 37 presoners; els alemanys afirmen haver matat a 150 persones i capturar a 66, mentre que només van patir 12 morts i 25 ferits, ja que Franke va ser reemplaçat durant l'acció pel seu adjunt Georg Trainer. D'altra banda, els alemanys pengen alguns presos africans als quals els atribueixen la mort del comissari Schultze-Iena i dels seus companys.

## Conseqüències
Aquesta batalla va tenir la conseqüència immediata d'animar als pobles africans del sud d'Angola a rebel·lar-se contra l'ocupant colonial; No obstant això, la batalla de Mongua lliurada a l'agost de 1915, va posar un tràgic final a aquest aixecament.
Quant als alemanys, l'únic guany d'aquesta victòria va ser la vanitosa satisfacció de vèncer els portuguesos. La raó era que després de l'incident de Naulila del 19 d'octubre es desitjava realitzar una nova expedició de represàlia, però a causa de la catastròfica situació en què es trobaven, no tenien interès a generar nou oponent. Però ho van fer, i es va tallar l'única font potencial de subministraments que tenien.

## Refències
1. 1 2  Pélissier, 1978, p. 484.
2. ↑  Pélissier, 1978, p. 485.
3. ↑  Pélissier, 1978, p. 492-493.